# Гидо Родригез
Гидо Родригез (шп. Guido Rodríguez; Саенз Пења, 12. април 1994) је аргентински фудбалер који тренутно наступа за Бетис. Игра на позицији везног играча.

## Успеси
Америка
- Прва лига Мексика  (1) : 2018. Апертура[5]
- Куп Мексика  (1) : 2019. Клаусура[6]
- Суперкуп Мексика: (финале: 2017)[7]
- Куп шампиона: (финале: 2019)[8]

 Бетис
- Куп Шпаније (1) : 2021/22.[9]

 Аргентина
- Светско првенство (1) :  2022.[10]
- Копа Америка (2) :  2021,[11] 2024,  2019.[12]
- Куп шампиона КОНМЕБОЛ—УЕФА (1) :  2022.[13]

Појединачни
- Идеални тим Прве лиге Мексика: 2016. Апертура,[14] 2019. Клаусура[15]
- Најбољи играч Прве лиге Мексика: 2018/19.[16]